# Strangalia hovorei
Strangalia hovorei är en skalbaggsart som beskrevs av Giesbert 1997. Strangalia hovorei ingår i släktet Strangalia och familjen långhorningar.
Artens utbredningsområde är Costa Rica. Inga underarter finns listade i Catalogue of Life.